# John Myers
John Joseph Myers (ur. 26 lipca 1941 w Ottawie w stanie Illinois, zm. 24 września 2020 tamże) – amerykański duchowny katolicki, arcybiskup Newark w latach 2001–2016.

## Życiorys
Po ukończeniu szkoły średniej podjął studia w Loras College w Dubuque, które ukończył z tytułem bakalaureata nauk politycznych. W 1963 rozpoczął w Rzymie przygotowanie do kapłaństwa i podjął studia teologiczne na Papieskim Uniwersytecie Gregoriańskim, ukończone z tytułem licencjackim w 1967.
Święcenia kapłańskie otrzymał 17 grudnia 1966 z rąk biskupa Francisa Reh i został inkardynowany do diecezji Peoria. Po powrocie do kraju został wikariuszem w Peorii, zaś trzy lata później rozpoczął pracę w Departamencie Spraw Międzynarodowych przy Konferencji Biskupów USA. W latach 1971–1974 pracował jako duszpasterz w Champaign, następnie rozpoczął studia doktoranckie z prawa kanonicznego na Katolickim Uniwersytecie Ameryki, które ukończył w 1977. Po powrocie do diecezji był m.in. wicekanclerzem (1977–1978) i kanclerzem (1978–1987) kurii, dyrektorem ds. powołań (1977–1987) oraz wikariuszem generalnym diecezji (1982–1990).

### Episkopat
7 lipca 1987 został mianowany biskupem koadiutorem diecezji Peoria. Sakry biskupiej udzielił mu jego poprzednik – biskup Edward William O’Rourke. Pełnię rządów w diecezji objął 23 stycznia 1990 po przejściu na emeryturę biskupa O’Rourke.
24 lipca 2001 został mianowany biskupem ordynariuszem archidiecezji Newark oraz superiorem Misji sui iuris wysp Turks i Caicos. Urząd objął 9 października tegoż roku.
7 listopada 2016 przeszedł na emeryturę.